# Алёнка (шоколадка)

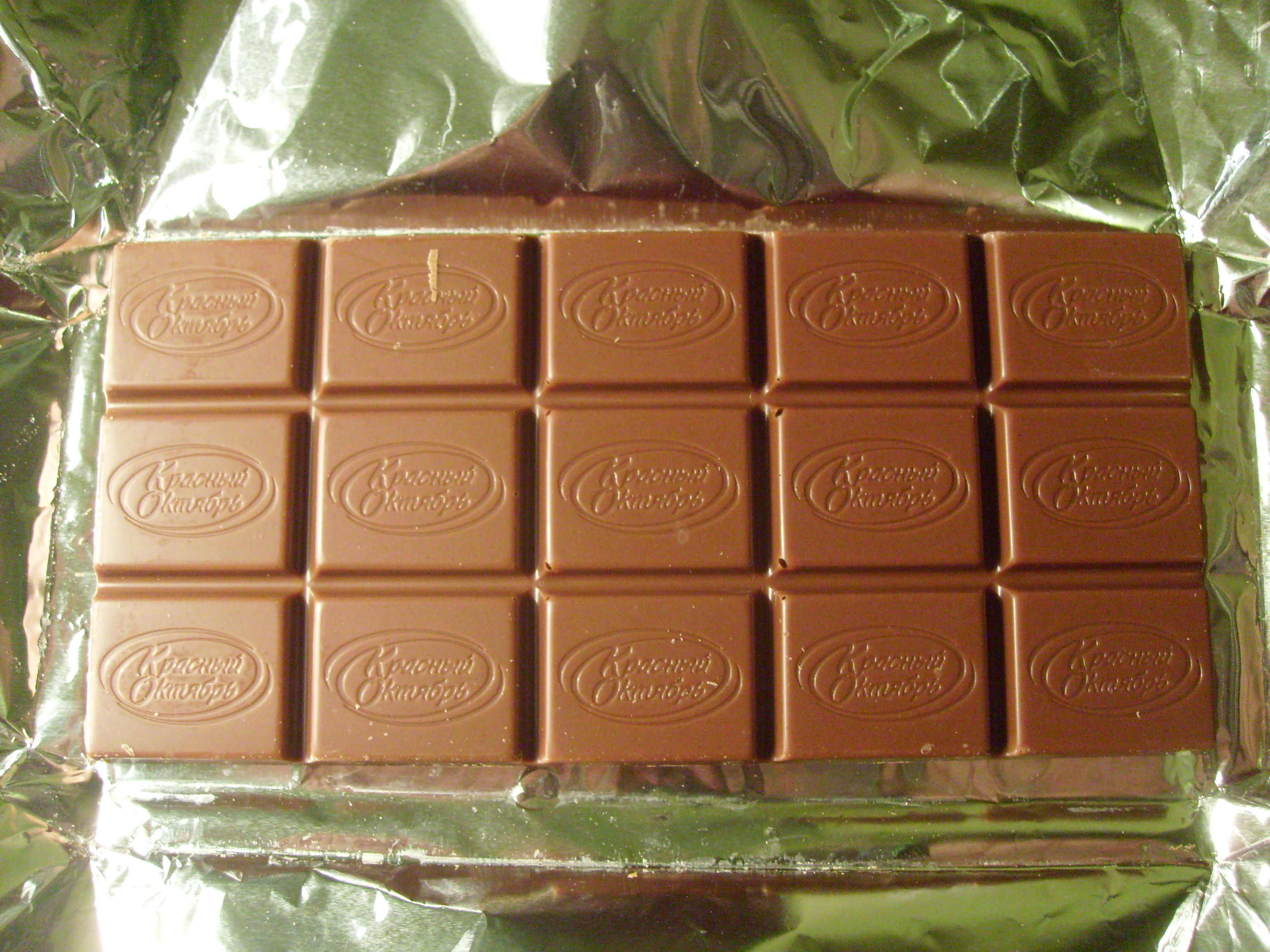
Шоколад без обгортки

Шоколад «Алёнка» (укр. Альонка, Оленка)  — молочний шоколад, що виготовлявся в СРСР з 1965 року. Особливістю шоколадки є кремовий, «маслянистий» смак. Після розпаду СРСР шоколадки під такою ж або схожою маркою продовжують виготовлятись на кондитерських фабриках України, Білорусі та Росії.

## Опис
Форма готового шоколаду прямокутна. Вага готової плитки — 100 грам. Даний вид шоколаду виготовляється з додаванням сухого молока і сухих вершків. Традиційно випускався тільки загорнутим в обгортку.
Промислова рецептура шоколаду «Алёнка» з розрахунку на вихід в 1 тонну готової шоколадної маси:
- цукрова пудра (сухих речовин * 99,85 %) 421,9 кг;
- какао терте (97,4 %) 137,2 кг:
- какао-масло (100,0 %) 218,8 кг;
- сухе молоко (95,0 %) 106,5 кг;
- сухі вершки (94,0 %) 36,4 кг;
- фосфатидний концентрат (98,5 %) 3,0 кг[2].

Вміст жиру в готовому шоколадному виробі 37,3 %.

## Ім'я
Точна причина затвердження імені «Алёнка» — невідома. Одним з поширених припущень є те, що ім'я дівчинки шоколадка отримала на честь доньки першої жінки-космонавтки СРСР Валентини Терешкової або доньки першого космонавта Юрія Гагаріна. Найімовірніше, вибір на користь «Алёнка» був зроблений через те, що це ім'я було поширеним, народним. Таким же, за задумом виробників, і мав стати цей шоколад.

## Історія
У 1960-х роках Уряд СРСР запровадив програму для подолання дефіциту товарів, в одному з положень якої передбачалося створення натурального молочного шоколаду.
Для здійснення держзамовлення відбулася конкурсна програма. На різних фабриках в Москві розпочались експерименти зі створення підхожого шоколаду. Спеціалістами-кондитерами з московської фабрики «Красный Октябрь» була розроблена підходяща рецептура. Одночасно з московською фабрикою, виробництво шоколадки налагоджували на багатьох інших, кількість яких поступово збільшувалась.
Однак перед виробниками стояло питання не тільки якісного рецепту шоколаду, а й його впізнаваності. Спершу фабрика запропонувала використати в якості оформлення картину російського художника Віктора Васнецова «Альонушка», але ця ідея підтримки «зверху» не отримала. Тоді, в 1965 році керівництво фабрики в газеті «Вечірня Москва» розмістило оголошення про те, що в будь-якої дівчинки є шанс стати обличчям нової шоколадки. До фабрики почали надходити сотні фотографій. Деякі з них періодично з'являлись на обгортці.
Остаточним варіантом обрали знімок, отриманий від заслуженого працівника культури РРФСР Олександра Герінаса. Фото, на якому зображено його доньку Олену в 1960 році перед цим вже встигло побувати в журналі «Радянське фото» (№ 12, 1961) та на обкладинці журналу «Здоров'я» (№ 1, 1962).
На основі фото в 1965 році штатним художником фабрики Михайлом Масловим був створений малюнок для обгортки. На відміну від оригінальної фотографії, дівчинка на малюнку була блакитноокою, в неї змінився рот, овал обличчя і напрямок погляду. В такому вигляді обгортка шоколадки почала виготовлятись на фабриці з 1965 року і продовжує випускатись по сьогодні.
В 2000 році на фабрику «Красный Октябрь» подала до суду вже доросла Олена Герінас. Вона вимагала компенсацію в розмірі 5 мільйонів російських рублів через використання її фото. Суд постановив, що малюнок є самостійним художнім образом, а не перемальованою фотографією і у задоволенні позову відмовив.

## Торговельна марка

Білоруська шоколадка «Любимая Алёнка».

З початку 60-х років шоколадку виробляло багато кондитерських фабрик по всій території Радянського Союзу. Але в часи перебудови і приватизації лише московська фабрика «Красный октябрь» зареєструвала торговельну марку. В подальшому це дозволило їй звернутись до антимонопольної служби РФ з вимогою заборонити випускати шоколадки на території Росії, які респонденти опитування ВЦВГД зазначили як схожі на класичну «Алёнку». Незважаючи на інші назви («Озорная Алёнка», «Крупская Алёнка») та дизайн існуючих шоколадок, рішення було прийнято на користь позивача.
В той же час, на підприємствах України та Білорусі до сьогодні продовжують вироблятись шоколадки зі схожими назвами. Так, на двох найбільших кондитерських фабрик Білорусі «Комунарка» і «Спартак» випускаються шоколадки «Любимая Алёнка» і «Алёнка». Українська корпорація Рошен випускає шоколадки «Оленка». Незмінним атрибутом залишається зображення на обгортці дівчинки, зав'язаної в хустинку.